# Variable-message sign
Een Variable Message Sign, afgekort VMS, is in de verkeerskunde een elektronisch paneel dat informerende en sturende boodschappen toont in het wegverkeer. VMS wordt al toegepast sinds de jaren 50 van de 20e eeuw.

## Werking

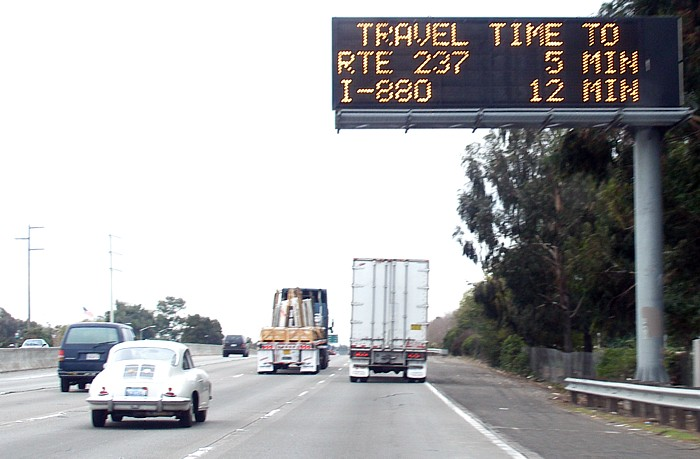
VMS met informatie over reistijden in de Verenigde Staten.

Op een VMS kunnen grafische boodschappen, teksten en/of symbolen geplaatst worden. Dit kunnen geautomatiseerde boodschappen zijn zoals VMS'en waar reistijden op getoond worden. Deze reistijden kunnen tekstueel getoond worden zoals tot aan Amsterdam 10 minuten. Of ze worden grafisch getoond. Op een grafische VMS boodschap is een schematisch getekende kaart zichtbaar. Op de kaart is aangegeven waar er file of vertraging is. De informatie over vertragingen die op de VMS getoond wordt, kan afkomstig zijn van diverse bronnen zoals meetlinten in de weg of floating car data. Ook kan VMS tonen hoeveel parkeerplaatsen er op een bepaald terrein nog vrij zijn. Naast de geautomatiseerde boodschappen zijn er ook boodschappen die handmatig geactiveerd dienen te worden. Dit zijn onder meer boodschappen over incidenten, mottoteksten of een AMBER Alert. Deze berichten worden in een verkeerscentrale geactiveerd.

## Naar land
Elk land heeft zijn eigen benaming voor VMS. Voorbeelden hiervan zijn:
- België: dynamisch tekstbord[3]
- Duitsland: Wechselverkehrszeichen
- Frankrijk: Panneau à messages variables (PMV)
- Nederland: Dynamisch Route Informatie Paneel[4]
- Verenigde Staten: Variable Message Sign

## Afbeeldingen

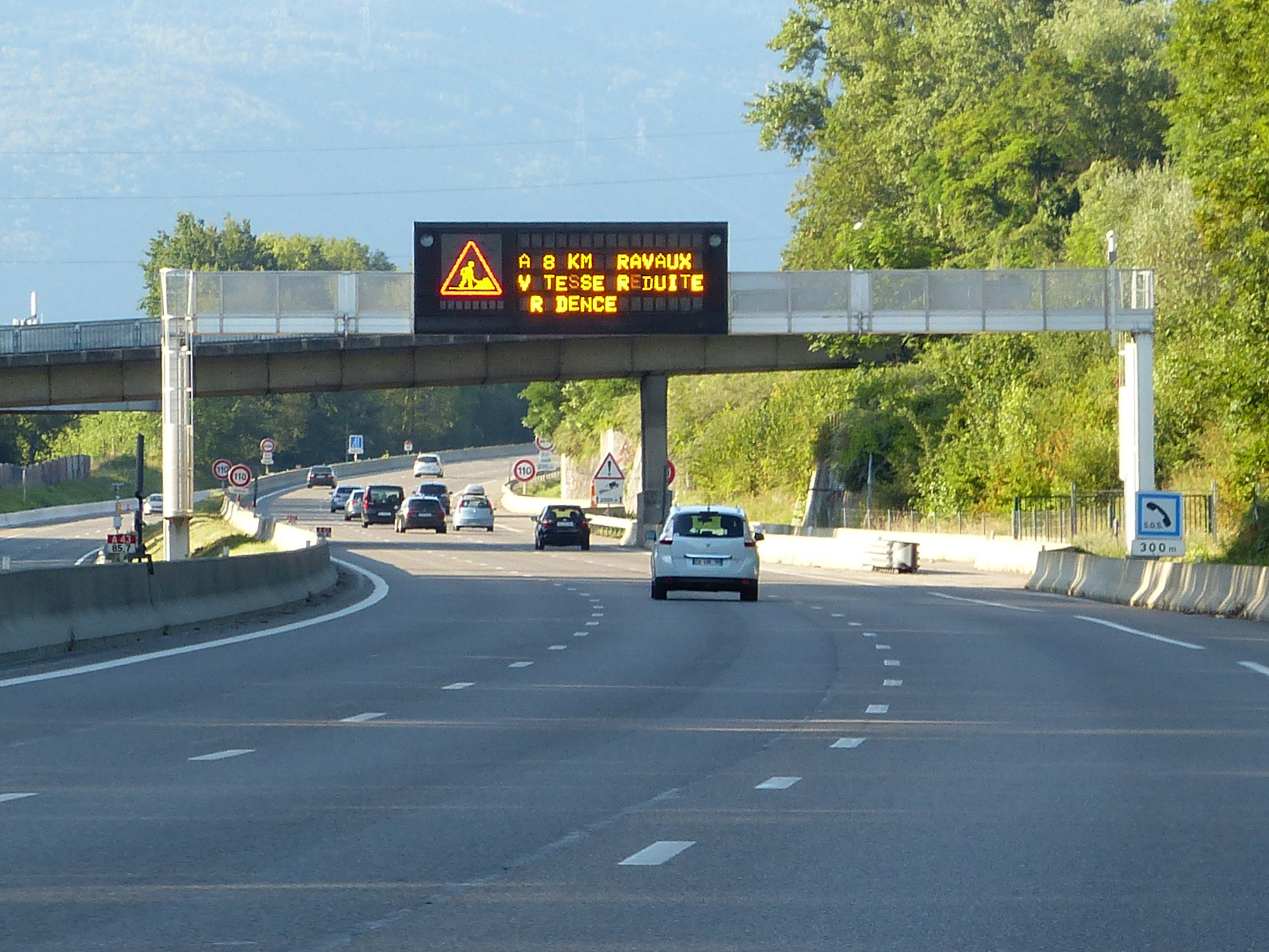
PMV in Frankrijk
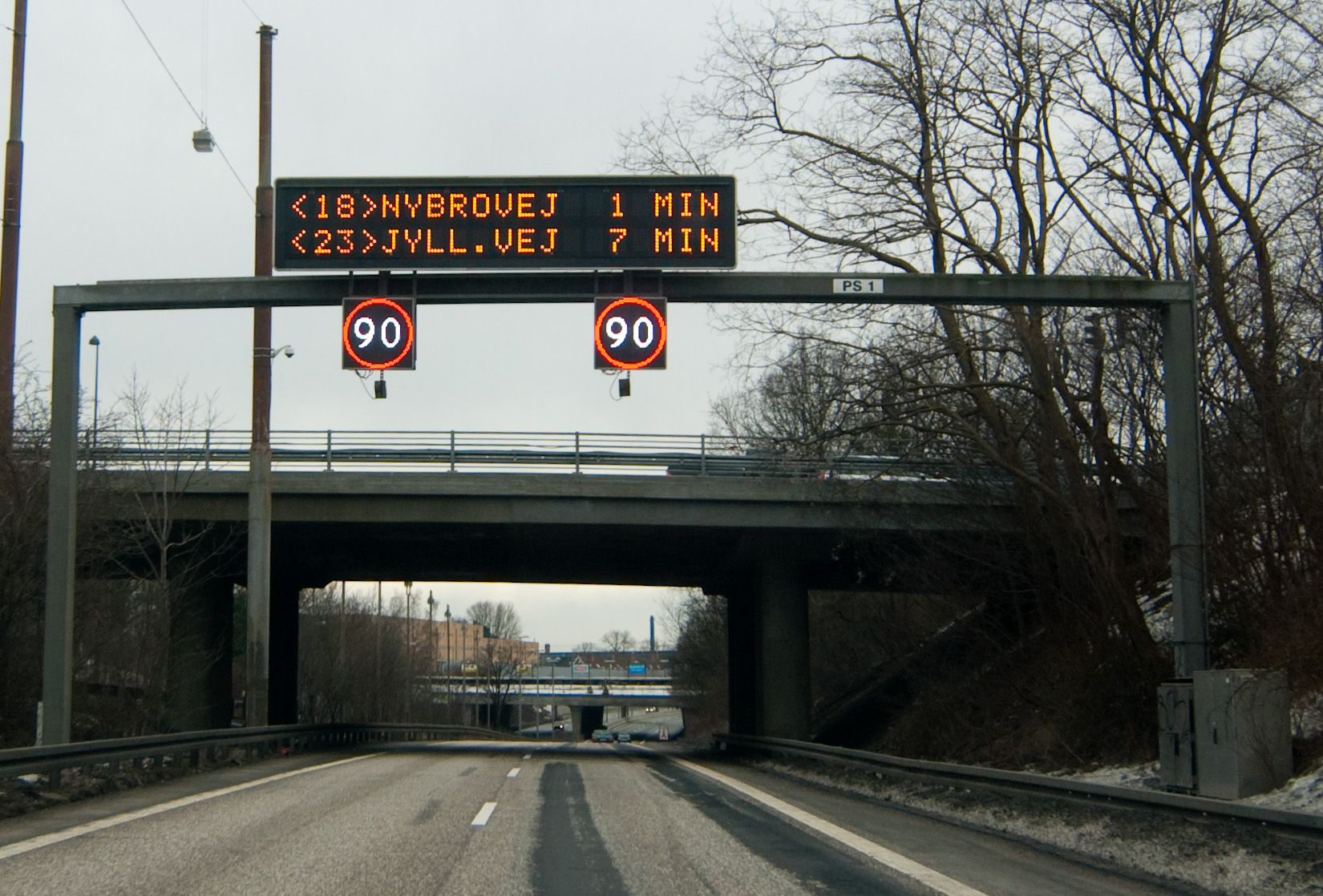
Reistijden in Denemarken
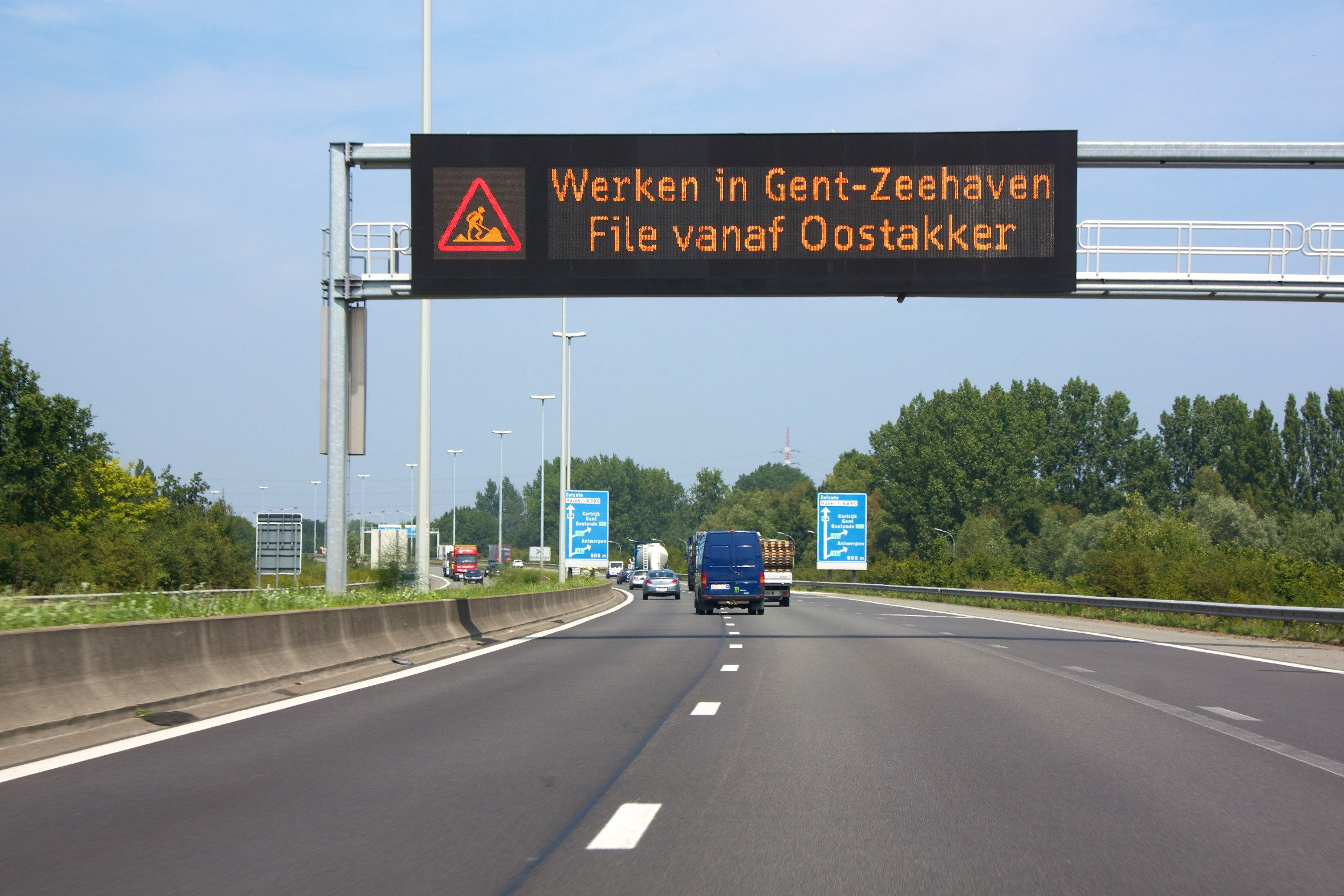
Dymanisch tekstbord in België
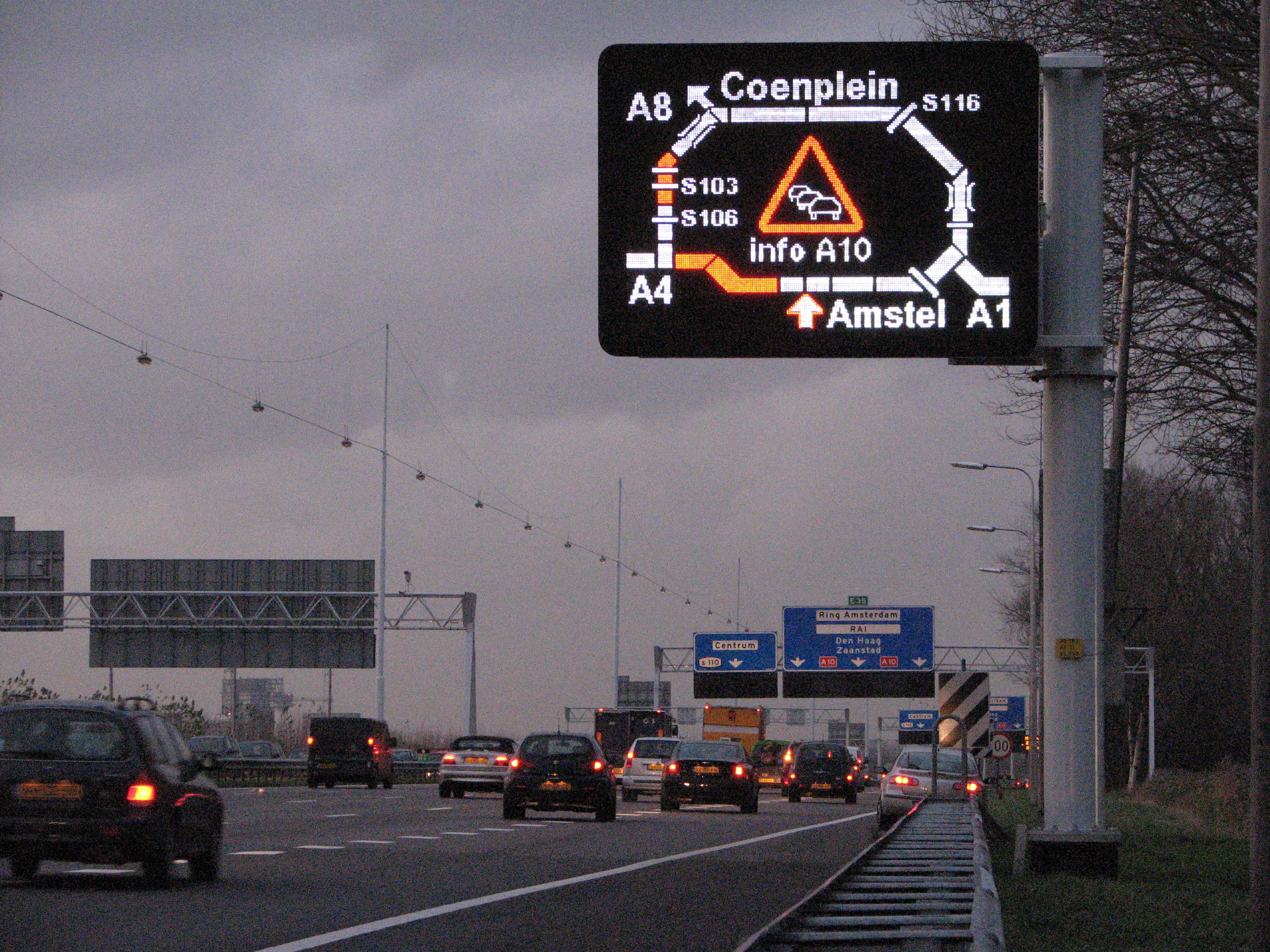
DRIP in Nederland
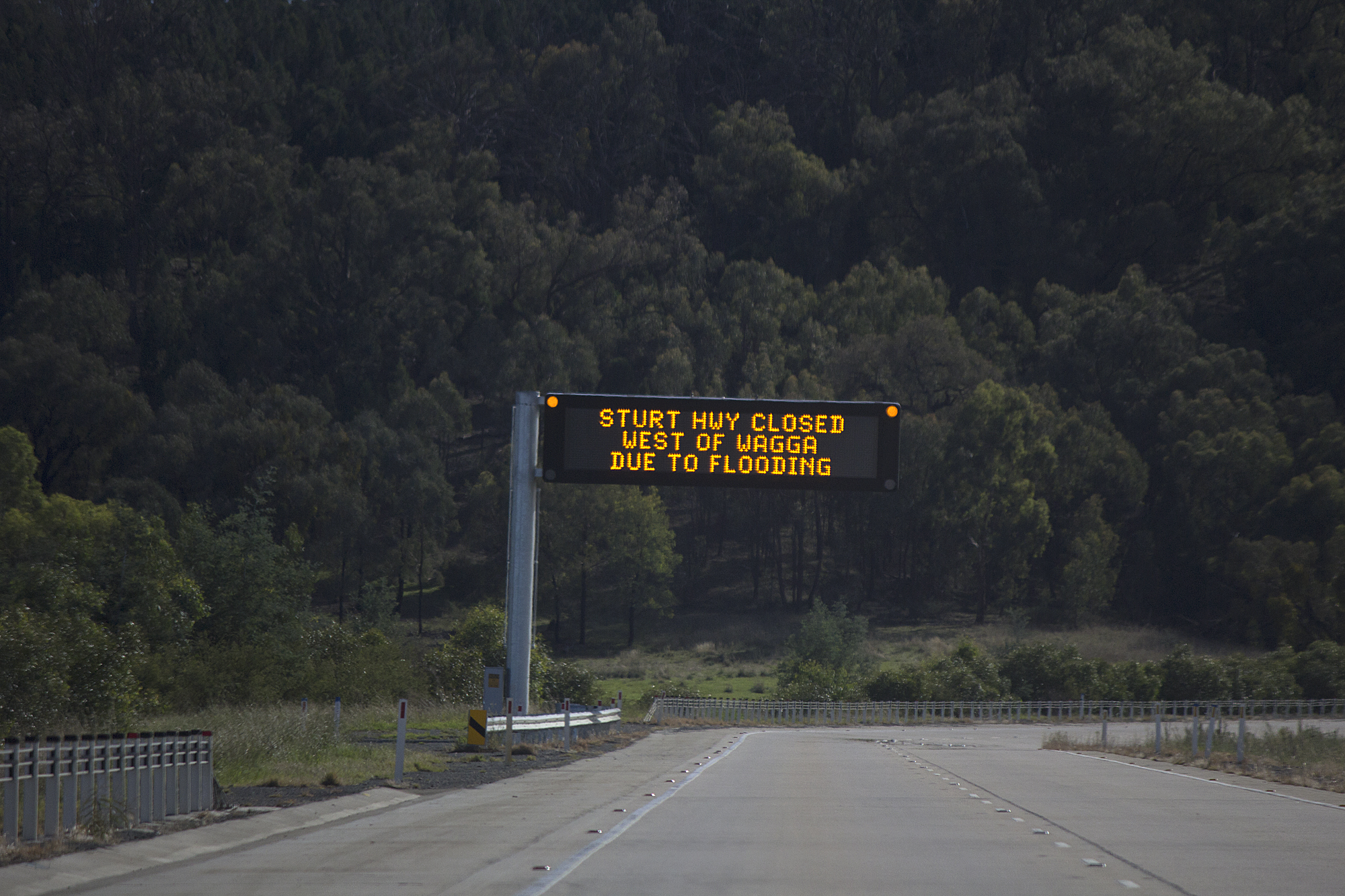
VMS in Australië